# Halammohydra vermiformis
Halammohydra vermiformis is een hydroïdpoliep uit de familie Halammohydridae. De poliep komt uit het geslacht Halammohydra. Halammohydra vermiformis werd in 1957 voor het eerst wetenschappelijk beschreven door Swedmark & Teissier. 